# لامنتين
لامنتين (بالفرنسية: Lamentin)‏ هي بلدية فرنسية يسكنها 15486 نسمة (حسب إحصاء 1 يناير 2011)، وهي تقع في إقليم جوادلوب في جزر الأنتيل الصغرى.

## توأمة
للامنتين اتفاقيات توأمة مع:
- مقاطعة ميامي داد